# War to End All Wars
War to End All Wars studijski je album švedskog glazbenika, gitarista Yngwie Malmsteena koji je objavljen u studenom 2000. godine. Za Sjevernu Ameriku album izdaje izdavačka kuća "Spitfire Records", za japansko tržište "Pony Canyon", a za Europu "Dream Catcher". Album je dobio dosta loše reakcije od glazbenih kritičara. Vokale na njemu izvodi Mark Boals koji se nakon dužeg vremena vraća u sastav.

## Popis pjesama
Sve pjesme napisao je Yngwie Malmsteen.
1. "Prophet Of Doom"  – 5:31
2. "Crucify"  – 6:44
3. "Bad Reputation"  – 4:53
4. "Catch 22"  – 4:13
5. "Masquerade"  – 4:54
6. "Molto Arpeggioso" (inst)  – 4:14
7. "Miracle Of Life"  – 5:39
8. "The Wizard"  – 5:19
9. "Preludium" (inst)  – 2:26
10. "Wild One"  – 5:46
11. "Tarot"  – 5:38
12. "Instrumental Institution" (inst)  – 3:56
13. "War To End All Wars"  – 4:15

- Bonus skladba (Japan) 
  1. "Treasure From The East" (inst)
  2. "Requiem"(inst.)
- Bonus skladba (USA & Europe)
  1. "Black Sheep Of The Family" 2:17

## Osoblje
- Yngwie Malmsteen -	električna gitara, akustična gitara, aranžer, gong, bas-gitara, ritam gitara, sitar, vokal, producent, mix
- Mats Olausson	 - klavijature
- Mark Boals - vokal
- Brian Fitzpatrick - aranžer, mix
- Michael Fuller	 - mastering
- Michael Johansson - fotografija
- John Macaluso	 - bubnjevi
- Yngwie Malmsteen's Rising Force - izvođač
- Rich DiSilvio	- ilustracija
- Frank Frazetta - slika omota albuma